# Niculae Micu
Niculae Micu (* 1933; † 14. April 2010 in Bukarest) war ein rumänischer Diplomat.

## Biografie
Nach Schulausbildung und Studium trat er 1959 in den Diplomatischen Dienst ein und war zunächst im Außenministerium (Ministerul al Afacerilor Externe) tätig. 1966 wurde er in leitender Position an die Ständige Vertretung bei den Vereinten Nationen in New York City berufen. Zwischen 1971 und 1974 war Micu für die UNO als Internationaler Mitarbeiter tätig. Nach seiner Rückkehr wurde er zum Botschafter berufen und war in den folgenden Jahren in Europa tätig.
Nach dem Zusammenbruch des Kommunismus im Zuge der Rumänischen Revolution und dem Sturz von Diktator Nicolae Ceaușescu 1989 blieb er im Dienst des Außenministeriums und danach von 1990 bis 1992 Leiter der Abteilung für OSZE und UNO im Außenministerium. In dieser Funktion hatte er auch maßgeblichen Einfluss auf die Gründung der Schwarzmeer-Wirtschaftskooperation am 25. Juni 1992. Im Anschluss war er von 1992 bis 1994 Generalkonsul in Straßburg und zuletzt zwischen 1994 und 1995 als erster Ständiger Vertreter Rumäniens beim Europarat akkreditiert.